# San Colombano Certénoli
San Colombano Certénoli (en ligur San Comban) és un comune sparso italià, situat a la regió de la Ligúria i a la ciutat metropolitana de Gènova. El 2011 tenia 577 habitants. La seu de l'ajuntament es troba a la frazione de Chiesa Nuova.

## Geografia
Territori molt gran, que es troba a la vall Fontanabuona, a l'est de Gènova. Té una superfície de 41,58 km² i les frazioni d'Aveggio, Baranzuolo, Bavaggi, Calvari, Camposasco, Celesia, Certenoli, Chiesa Nuova, Cichero, Maggi, Mezzavalle, Romaggi, San Colombano i San Martino al Monte. Limita amb les comunes de Borzonasca, Carasco, Coreglia Ligure, Leivi, Mezzanego, Orero, Rapallo, Rezzoaglio i Zoagli.